# Aleksandr Bogomołow (siatkarz)
Aleksandr Bogomołow (ros. Александр Богомолов; ur. 1 lutego 1976 w Swierdłowsku) – rosyjski siatkarz, były reprezentant Rosji. Obecnie występuje w rosyjskiej Superlidze, w drużynie Iksry Odincowo. Gra na pozycji środkowego bloku.

## Sukcesy

### Reprezentacyjne
- Mistrzostwo Europy Juniorów:  (1994)
- Mistrzostwo Świata Juniorów:  (1995)
- Wicemistrzostwo Świata:  (2002)
- Zwycięstwo w Lidze Światowej:  (2002)

### Klubowe
- Mistrzostwo Rosji:  (2007,

2009, 2010)
- Wicemistrzostwo Rosji:  (2001)
- Brązowy medal Mistrzostw Rosji:  (2003, 2005, 2008)
- Srebrny medal Ligi Mistrzów:  (2004)
- Zwycięstwo w Lidze Mistrzów:  (2008, 2014)
- Puchar Rosji:  (2007, 2009)

## Nagrody indywidualne
- Najlepiej blokujący zawodnik Ligi Mistrzów: (2008)